# L'home dels nassos (pel·lícula)
L'home dels nassos és una pel·lícula catalanofrancesa de terror, fantasia, aventures i drama d'època en català, dirigida per Abigail Schaaff en la seva òpera prima i escrita per Èric G. Moral i Núria Velasco, la qual també va coproduir la pel·lícula. És protagonitzada per Pablo Derqui, Ivan Benet, Mercè Llorens, Pep Munné, Joan Frank Charansonnet, María Molins, Jeannine Mestre, Jorge Motos, Berner Maynes, Malcolm McCarthy, Sali Diallo, Miranda Munné i Lluc Miravete. Es va estrenar als cinemes el 19 de gener de 2024, de la mà de Filmax.

## Trama
A l'hivern de 1968, en un petit poble de muntanya, tres nens intenten escapar de l'home dels nassos, un ésser llegendari que captura als nens mentiders durant l'últim dia de l'any. Però ells no són els únics que ho temen: les mentides del passat també es poden fer olor.

## Producció
El 20 de febrer de 2023, es va anunciar que el rodatge de la pel·lícula catalana L'home dels nassos, dirigida per la directora televisiva Abigail Schaaff en la seva òpera prima i amb Pablo Derqui i Ivan Benet com a actors protagonistes, havia començat. Entre les diferents localitzacions de Catalunya on es va rodar s'inclouen Mura, l'ermita de Sant Julià d'Úixols a Castellterçol, la cova de Riudarenes, el bosc i el pont romànic de Gualba i la masia de Ca Plantada en l'Ametlla del Vallès. El rodatge va durar unes poques setmanes fins a principis de març. El pressupost total de la pel·lícula és de poc més d'1,3 milions d'euros, incloent-hi 419.403 euros procedents de les ajudes generals de l'ICAA.

## Llançament i màrqueting
El novembre de 2023, Filmax va programar per primera vegada l'estrena de L'home dels nassos per al 27 de desembre de 2023.
El 5 de desembre de 2023, Filmax va treure el tràiler de la pel·lícula i va retardar la seva estrena fins al 19 de gener de 2024.